# Chiesa di San Donnino (Carpineti)

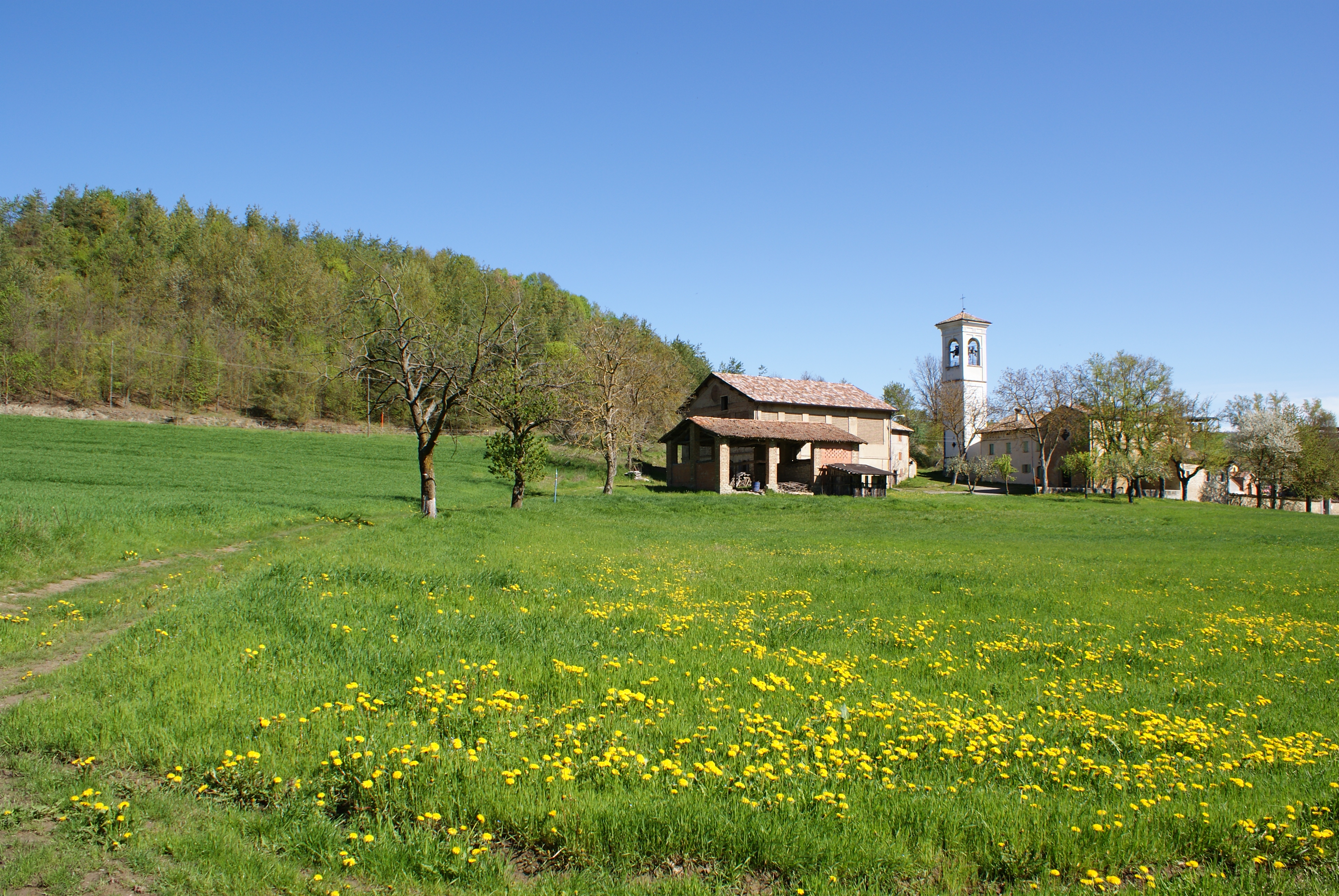
Chiesa di San Donnino

La chiesa di San Donnino di Tresinara è un edificio di culto cattolico situato a San Donnino, frazione del comune di Carpineti, in provincia di Reggio Emilia.

## Storia e descrizione
È nominata sin da 1191 e la tradizione vuole sia stata fatta edificare dalla grancontessa Matilde di Canossa.
L'edificio è a navata unica con facciata a capanna. Di particolare interesse il fregio ad intreccio sul portale.
A poca distanza scorre il fiume Tresinaro.